# أوجين بريفوست (ملحن)
أوجين بريفوست (بالفرنسية: Eugène Prévost)‏ هو موزع وملحن فرنسي، ولد في 23 أبريل 1809 في باريس في فرنسا، وتوفي في 19 أغسطس 1872 في نيو أورلينز في الولايات المتحدة بسبب التهاب كبدي.

## وصلات خارجية
- أوجين بريفوست على موقع ميوزك برينز (الإنجليزية)